# Tanystropheus
Tanystropheus var ett släkte av 6 meter långa reptiler som levde under mellersta trias. De känns igen på sin extremt långsträckta nacke, som var 3 meter lång, längre än dess kropp och svans tillsammans. Nacken bestod av 12–13 mycket långsträckta halskotor. Fossil har hittats i Europa. Kompletta skelett av unga individer har hittats i Besano-formationen i norra Italien, andra arter av släktet har hittats i Mellanöstern och Kina.